# لويد لاينغ
لويد لاينغ (بالإنجليزية: Lloyd Laing)‏ هو شخصية أعمال جامايكي، ولد في 21 يناير 1978.